# Roger Lane-Nott
Roger Charles Lane-Nott, CB, FCMI (* 3. Juni 1945) ist ein ehemaliger britischer Seeoffizier der Royal Navy und Wirtschaftsmanager, der zuletzt als Konteradmiral (Rear-Admiral) zwischen 1993 und 1996 Flaggoffizier der U-Boote (Flag Officer, Submarines) sowie zugleich erster Kommandeur für Operationen der Flotte (Commander, Operations, The Fleet) war. Er war ferner von 1999 bis 2007 Sekretär des Britischen Rennfahrerclubs BRDC (British Racing Drivers’ Club) und zwischen 2007 und 2015 Generaldirektor und Chief Executive Officer (CEO) der Vereinigung der Agraringenieure AEA (Agricultural Engineers Association), des Ausrüstungsverbandes der Milchwirtschaft (Milking Equipment Association) sowie des Nationalen Prüfprogramms für Sprühgeräte (National Sprayer Testing Scheme).

## Leben

### Seeoffizier und Aufstieg zum Konteradmiral

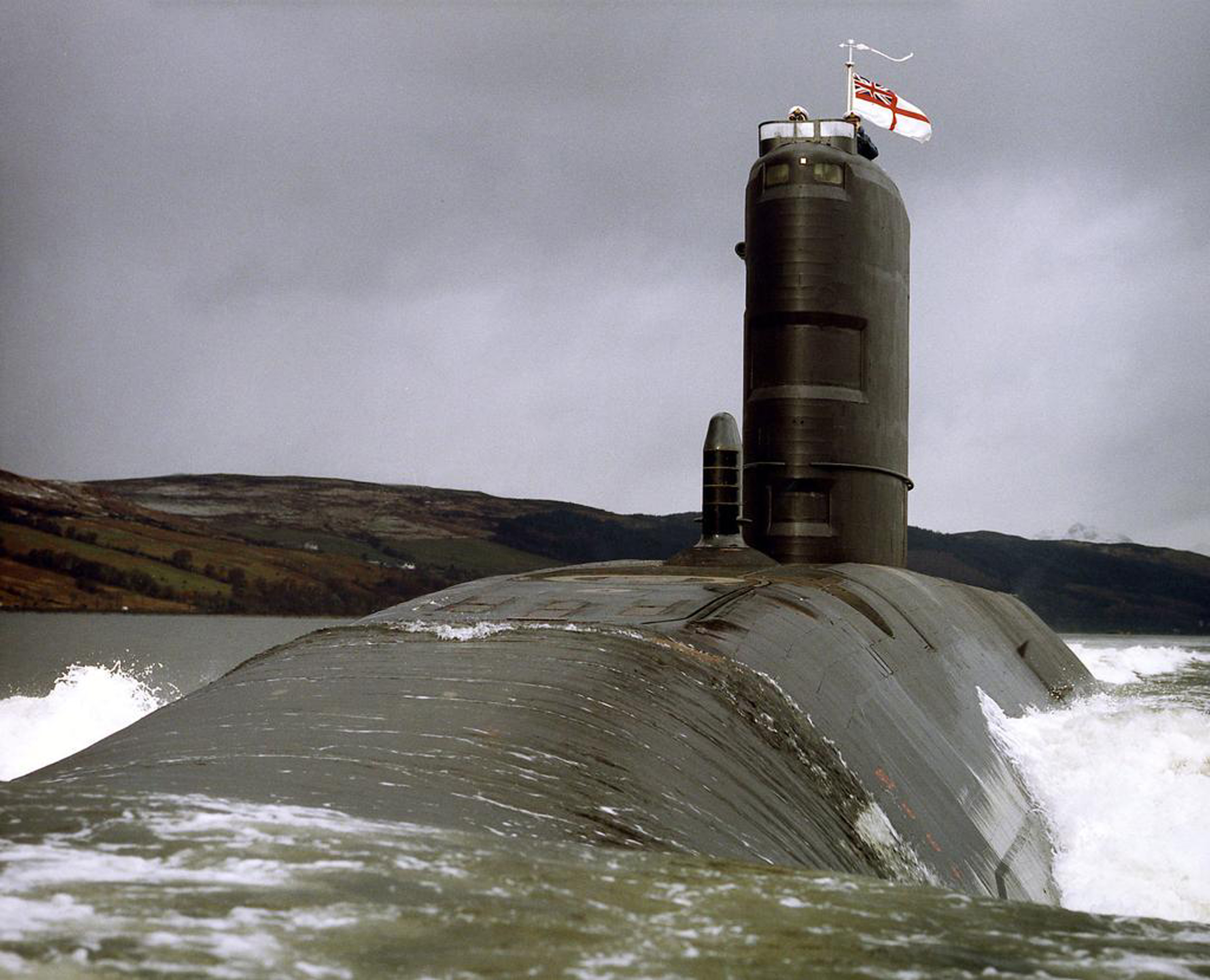
Fregattenkapitän Lane-Nott war zwischen 1979 und 1983 als Kommandant des zur Swiftsure-Klasse gehörenden Atom-U-Bootes Splendid und nahm 1982 am Falklandkrieg teil.

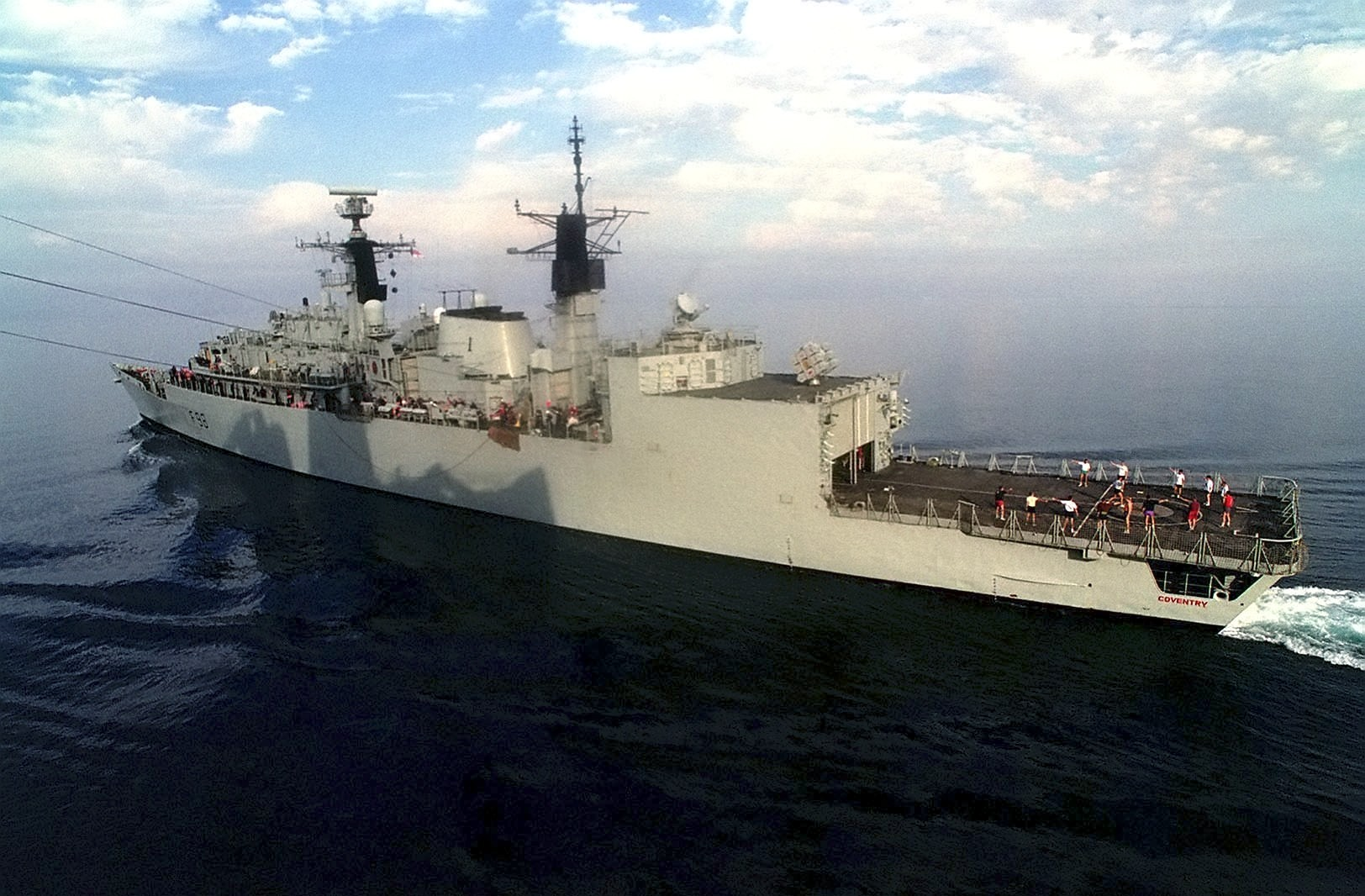
Kapitän zur See Lane-Nott war zwischen 1990 und 1991 Kommandant des zur Broadsword-Klasse gehörenden Fregatte HMS Coventry.

Roger Charles Lane-Nott trat nach dem Besuch des Pangbourne College 1962 in die Royal Navy ein und absolvierte eine Ausbildung zum Seeoffizier am Britannia Royal Naval College (BRNC) in Dartmouth. Er wurde am 1. September 1965 zum Oberleutnant zur See (Sub-Lieutenant) sowie am 1. Januar 1968 zum Kapitänleutnant (Lieutenant) befördert, woraufhin er zugleich von der Supplementary List auf die General List umgesetzt wurde. Es folgten eine Reihe von verschiedenen Verwendungen als Seeoffizier und Stabsoffizier. Er war zwischen 1974 und 1976 als Kommandant (Commanding Officer) des zur Porpoise-Klasse gehörenden U-Bootes HMS Walrus sowie nach seiner am 1. Januar 1976 erfolgten Beförderung zum Korvettenkapitän (Lieutenant Commander) von 1976 bis 1979 Kommandant des Atom-U-Bootes HMS Swiftsure, das namensgebende Schiff der Swiftsure-Klasse.
Nach seiner Beförderung zum Fregattenkapitän (Commander) am 30. Juni 1979 fand Lane-Nott zwischen 1979 und 1983 als Kommandant des ebenfalls zur Swiftsure-Klasse gehörenden Atom-U-Bootes Splendid. Er nahm in dieser Zeit am Falklandkrieg (2. April 1982 bis 20. Juni 1982) teil und wurde für seine dortigen militärischen Verdienste im Kriegsbericht erwähnt (Mentioned in dispatches). Nach dem Besuch der United States Naval Academy in Annapolis zwischen 1983 und 1986 Kommodore des 3. U-Boot-Geschwaders (3rd Submarine Squadron) und wurde als solcher am 30. Juni 1985 zum Kapitän zur See (Captain) befördert. Im Anschluss fungierte er von 1986 bis 1989 im Verteidigungsministerium des Vereinigten Königreichs (Ministry of Defence) als Stellvertretender Direktor für Verteidigungskonzepte (Assistant Director of Defence Concepts) und absolvierte im Anschluss zwischen 1989 und 1990 das Royal College of Defence Studies (RCDS) in London.
Kapitän zur See Lane-Nott war daraufhin während des Zweiten Golfkriegeszwischen März 1990 und Dezember 1991 Kommodore des 1. Fregattengeschwaders (Commanding, 1st Frigate Squadron) und als solcher zugleich von März 1990 bis Dezember 1991 Kommandant des zur Broadsword-Klasse gehörenden Fregatte HMS Coventry. Im Anschluss fungierte er als Kommodore (Commodore) zwischen 1992 und Juli 1993 als Chef des Stabes der U-Boot-Verbände (Chief of Staff, Submarines) Zuletzt wurde er zum Konteradmiral (Rear-Admiral) befördert und übernahm den Posten als Flaggoffizier der U-Boote (Flag Officer, Submarines). Zugleich übernahm er den neu geschaffenen Posten als Kommandeur für Operationen der Flotte (Commander, Operations, The Fleet) und behielt diese Posten bis August 1998, woraufhin Konteradmiral James Perowne diese übernahm. Des Weiteren war er in dieser Funktion zwischen 1993 und 1996 auch Kommandeur der U-Boote der NATO im Ostatlantik (NATO Commander Submarines Eastern Atlantic).
Für seine langjährigen Verdienste wurde er am 30. Dezember 1995 Companion des Order of the Bath (CB). Am 16. April 1996 trat er nach 34 Dienstjahren in den Ruhestand (Retired List)

### Engagement in Formel 1, Agrarwirtschaft und Brexit Party

Lane-Nott war zwischen Februar und November 1996 Renndirektor der Fédération Internationale de l’Automobile (FIA) und Sicherheitsdelegierter der Formel 1.

Nach seinem Ausscheiden aus dem aktiven Militärdienst war Roger Lane-Nott, der auch Fellow des Chartered Management Institute (FCMI) wurde, zwischen Februar und November 1996 Renndirektor der Fédération Internationale de l’Automobile (FIA) und Sicherheitsdelegierter der Formel 1. Er blieb nur eine Saison in dieser Funktion und trat nach einem Streit mit anderen FIA-Funktionären über den Ablauf von Rennen zurück. Mosley schrieb Lane-Nott zu, neue Systeme und Verfahren eingerichtet und neue Ideen in den Sport eingebracht zu haben. Lane-Notts Vorstellung von Disziplin und Organisation unterschied sich deutlich von der des F1-Establishments. FIA-Präsident Max Mosley schrieb Lane-Nott zu, neue Systeme und Verfahren eingerichtet und neue Ideen in den Sport gebracht zu haben. Daraufhin bekleidete er zwischen 1997 und 1999 den Posten als Chief Executive Officer (CEO) des Zentrums für Meeres- und Erdöltechnologie (Centre for Marine and Petroleum Technology).
Er war ferner von 1999 bis 2007 Sekretär des Britischen Rennfahrerclubs BRDC (British Racing Drivers’ Club) und zwischen 2007 und 2015 Generaldirektor und Chief Executive Officer (CEO) der Vereinigung der Agraringenieure AEA (Agricultural Engineers Association), des Ausrüstungsverbandes der Milchwirtschaft (Milking Equipment Association) sowie des Nationalen Prüfprogramms für Sprühgeräte (National Sprayer Testing Scheme). Des Weiteren engagierte er sich als Vorsitzender des Verwaltungsrates des Pangbourne College. Als Mitglied der Veterans for Britain kritisierte er die Beteiligung Großbritanniens in der Gemeinsamen Sicherheits- und Verteidigungspolitik (GSVP) der Europäischen Union und trat für den EU-Austritt des Vereinigten Königreichs ein. Bei der Europawahl im Vereinigten Königreich 2019 kandidierte er erfolglos für die Brexit Party in South West England für ein Mandat im Europäischen Parlament.